# Атаманюк Василь Іванович
Васи́ль Іва́нович Атаманю́к (14 березня 1897, містечко (нині смт) Яблунів, Косівського району Івано-Франківської області — 3 листопада 1937, Сандармох) — український письменник (поет, перекладач, літературознавець), політичний діяч. Псевдонім — Василь Яблуненко. Жертва Сталінського терору.
Брат Михайла Атаманюка.

## Біографія
Народився у бідній селянській родині.
У 1909—1915 роках навчався в Коломийській гімназії. Згодом закінчив юридичний факультет Львівського університету.
У роки Першої світової війни служив в австрійській армії (від 1915). Пройшов військовий вишкіл разом із українськими січовими стрільцями. Був перекладачем у Пресбюро, згодом — у легіоні Українських січових стрільців.
1918—1921 мешкав у Катеринославі (нині Дніпро). Належав до партії боротьбистів. За Центральної Ради працював секретарем місцевої газети «Боротьба», завідувачем «трудової школи».
1922 переїхав до Києва, прилучився до літературної організації «Західна Україна».

## Арешт, ув'язнення, розстріл
Заарештовано 31 січня 1933 в Києві. В обвинувальному висновку органами ДПУ йому інкриміновано такий злочин:
| Атаманюк був одним із керівників київської організації УВО (Українська військова організація). З його ініціативи і під його керівництвом була створена в Києві організація галицьких письменників — „За плуг“, перейменована в 1923 р. в „Західну Україну“, що ставила своєю метою організацію контрреволюційних повстанських сил.[2] |
Письменника звинувачували в тому, що він вів «активну контрреволюційну діяльність, спрямовану на повалення радянської влади і встановлення української буржуазно-демократичної республіки».
Вимучений на допитах тортурами Атаманюк вимушено визнав себе винним і звів на себе й на деяких інших письменників наклеп.
Судової трійкою при колегії ОДПУ УРСР 1 жовтня 1933 засуджений за ст. 54-11 КК УРСР на 5 років ВТТ.
1 жовтня 1933 «судовою трійкою» при колегії ОДПУ УРСР засуджено за ст. 54-11 Кримінального кодексу УРСР («участь у контрреволюційній організації») на п'ять років ув'язнення. Перебуваючи в концтаборі «Карлаг» і в «Соловках», звернувся 1 березня 1935 із проханням про помилування до особливого уповноваженого НКВС в Москві. У листі писав;
| Після арешту неймовірними зусиллями деяких слідчих, які знущалися наді мною, били, двадцять діб не дозволяли спати і лягати, заставляли безперервно бігати, загрожували різними тортурами і т. ін., помістили серед польських шпигунів. Мене довели до безвольного несвідомого стану, і я вимушений був зізнатися під диктування в неіснуючих злочинах.[2] |
Прохання про помилування надіслав і до Йосифа Сталіна (19 травня 1937) та Андрія Вишинського (29 травня 1937). Проте вони не полегшили його долі. Навпаки, Трійка 9 жовтня 1937 винесла йому новий вирок: «Атаманюка-Яблуненка Василя Івановича розстріляти». Розстріляний в Карельської АРСР (Сандармох) 3 листопада 1937. Радянська історіографія згодом, як це часто робилося у подібних випадках щодо репресованих, роком смерті поета подавала вигаданий рік — 1940.
Реабілітований посмертно (1965). Іменем Атаманюка названо одну з вулиць Коломиї.

## Творчість
Перший друкований твір — вірш «Лист малого синка до батька на війну» — з'явився 1915. Перша поетична збірка «Як сурми заграли до бою» (Відень, 1916) мала антивоєнне спрямування. Вірші, оповідання, переклади та літературно-критичні статті друкував у газетах і журналах «Український пролетар», «Вісті», «Більшовик», «Пролетарська правда» та ін.
Згодом вийшли друком:
- Збірки поезій:
  - Як сурми заграли до бою… Поезії. Відень, 1916.
  - Дві казки. П"єса на 1 дію. Катеринослав, 1921.
  - Сни кохання. Поезії. Книга 1. Катеринослав, 1921.
  - Хвилі життя. Поезії. Книга 2. Катеринослав, 1921.
  - Чари кохання. Поезії. Катеринослав, 1921.
  - Хвилі життя (1922) [Архівовано 22 жовтня 2018 у Wayback Machine.]
  - Жовтень (1924)
  - Дума про Степана Мельничука (1924)
  - Галичина (1925)
  - Зажурені флояри (1928)
  - За Збручем грози (1930) [Архівовано 22 жовтня 2018 у Wayback Machine.]
- Збірки оповідань:
  - Тяжкі роки (1930) [Архівовано 22 жовтня 2018 у Wayback Machine.]
  - Батіг і багнет (1932)
  - Крізь кривду і кров (1932).

У цих збірках Атаманюк відобразив болі й страждання західноукраїнських селян в умовах польського-шляхетського гніту, наростання революційних настроїв, духовну спорідненість західних і східних українців. Повісті «Тяжкі роки», «Батіг і багнет» і «Крізь кривду і кров» були останніми.
Василь Атаманюк-Яблуненко видав близько десятка збірок віршів і творів для дітей.
З відгуку на одну з перших книжок: «Чари кохання», поезії, книжка перша, Катеринослав, 1921, сторін 76 , 8 °. Поезії, як поезії. Формою так, але щодо змісту це описи полових орґій, а, власне, дневник найінтимнішого життя автора". («Нова Україна», Прага, 1923, с. 261).
Як перекладач видав антологію «Нова єврейська поезія» (1923). Творив також мовою есперанто, перекладав на есперанто з української, зокрема твори А. Кримського.
Упорядкував збірники:
- Сатира і гумор (1926)
- Літературні пародії (1927) [Архівовано 22 жовтня 2018 у Wayback Machine.]
- Революційні пісні Західної України (1928)
- Революційна поезія Західної України (1930)
- Антологія західноукраїнської поезії (т. 1—3, 1930—1931).

Творчий доробок Василя Атаманюка — збірки літературних пародій, поезії, п'єс тощо — представлено в електронній бібліотеці «Культура України».

## Аудіозаписи творів
Василь Атаманюк. «Ти моя…»: https://www.youtube.com/watch?v=ADCsMVZD1n4

## Твори в поетичних антологіях
Василь Атаманюк // Сяйво білого тіла. Антологія української еротичної поезії. Упорядник Микола Сулима. Київ: Факт, 2008. С.77-104.

## Видання
- Хвилі життя: поезії. — Катеринослав, 1922. — 70 с. [Архівовано 22 жовтня 2018 у Wayback Machine.]
- Мужицька арифметика : сцена на 1 дію : інсценізація оповідання Ст. Васильченка. — 2-ге вид. — Київ : Книгоспілка, 1927. — 13, [3] с.
- За Збручем грози : поезії : рими й ритми. — Харків ; Київ : Держ. вид-во України, 1930. — 135, [5] с.
- На кордоні: оповідання. — Харків: Держ. вид-во України, 1930. — 87 с. — (Масова художня бібліотечка) [Архівовано 22 жовтня 2018 у Wayback Machine.].
- Тяжкі роки: оповідання. — Харків ; Одеса: Держ. вид-во України, 1930. — 64 с. — (Масова художня бібліотечка) [Архівовано 22 жовтня 2018 у Wayback Machine.].
- Між меж і ґрат : вибр. поезії. — Київ : Маса, 1931. — 95, [9] с.
- Літературні пародії: шаржі, епіграми, акростихи, фейлетони, гуморески, афоризми й карикатури: збірник / упорядкував В. Атаманюк. — Київ: Маса, 1927. — 248 с., 5 л. іл. [Архівовано 22 жовтня 2018 у Wayback Machine.]
- Атаманюк В. Твори. Кн. 2 : Хвилі життя: поезії / Атаманюк Василь. — Катеринослав: б. в., 1922. — 70 с [Архівовано 4 серпня 2020 у Wayback Machine.]